# Nakhl-e Taqī
Nakhl-e Taqī (persiska: نخل تقی) är en ort i Iran.   Den ligger i provinsen Bushehr, i den södra delen av landet, 900 km söder om huvudstaden Teheran. Nakhl-e Taqī ligger 8 meter över havet och antalet invånare är 7 818.
Terrängen runt Nakhl-e Taqī är varierad. Havet är nära Nakhl-e Taqī åt sydväst.  Närmaste större samhälle är Galleh Dār, 19,2 km norr om Nakhl-e Taqī. Trakten runt Nakhl-e Taqī är ofruktbar med lite eller ingen växtlighet.